# White noise
『white noise』（ホワイト・ノイズ）は、日本のロックバンド・凛として時雨のギター・ボーカルであるTKがTK from 凛として時雨名義として、2016年9月28日にソニー・ミュージックアソシエイテッドレコーズから発売された4枚目のスタジオ・アルバム。

## 概要
前作『Fantastic Magic』から約4年ぶりのフルアルバム。既発曲3曲の他に、以前からライブで披露されてきた楽曲にストリングスアレンジを加えた「罪の宝石」と新曲6曲を含む全10曲が収録されている。
2016年8月6日、ニューアルバム「white noise」を同年9月28日に通常盤、初回生産限定盤、初回生産限定豪華盤の3形態でリリースすることを発表。また、本アルバムを携えた全国ツアー「TK from 凛として時雨 Tour 2016 “Signal to Noise”」の開催も発表された。
2016年8月30日、本アルバムの収録内容が発表された。初回生産限定盤と初回生産限定豪華盤のDVDには同年4月16日に開催された「TK from 凛として時雨 TOUR 2016 ”Secret Sensation”」のTOKYO DOME CITY HALL公演のライブ映像を収録。さらに初回生産限定豪華盤にはTKがチェコで撮影した写真などを収めたアートブックも付属された。
2016年9月23日、本アルバムの特設サイトが開設され、収録曲の一部が試聴が可能に。また、石田スイや後藤正文などの著名人による本アルバムに関するコメントも公開された。
2016年9月28日、本アルバムがリリースされた。
| 形態               | 規格                         | 規格品番    | 出典  |
| ------------------ | ---------------------------- | ----------- | ----- |
| 初回生産限定豪華盤 | CD+Blu-ray Disc+アートブック | AICL-3170/1 | [ 7 ] |
| 初回生産限定盤     | CD+DVD                       | AICL-3172/3 | [ 8 ] |
| 通常盤             | CD                           | AICL-3174   | [ 9 ] |

## 批評
音楽ライターの森朋之は、Real Soundの記事にて、「音響系、オルタナ、シューゲイザー、ラウドロックなどのテイストを自在にコントロールしながら、独創的なサウンドスケープを実現させた作品に仕上がっている」と評価し、「美しく、幻想的な映像を喚起させる楽曲が堪能できる、彼のキャリアを代表するアルバムと言えるだろう」と語っている。

## 収録内容
| 全作詞・作曲: TK。 |                                           |       |            |      |
| #                  | タイトル                                  | 作詞  | 作曲・編曲 | 時間 |
| 1.                 | 「Signal」                                | TK    | TK         | 5:21 |
| 2.                 | 「Wonder Palette」                        | TK    | TK         | 5:03 |
| 3.                 | 「dead end complex」                      | TK    | TK         | 4:32 |
| 4.                 | 「Addictive Dancer」                      | TK    | TK         | 4:55 |
| 5.                 | 「white out」                             | TK    | TK         | 5:05 |
| 6.                 | 「Secret Sensation」                      | TK    | TK         | 4:54 |
| 7.                 | 「Showcase Reflection」                   | TK    | TK         | 3:46 |
| 8.                 | 「like there is tomorrow」(album version) | TK    | TK         | 5:28 |
| 9.                 | 「罪の宝石」                              | TK    | TK         | 3:42 |
| 10.                | 「invalid phrase」                        | TK    | TK         | 5:36 |
| 合計時間:          | 合計時間:                                 | 48:25 |            |      |

| #  | タイトル                   | 作詞 | 作曲・編曲 |
| -- | -------------------------- | ---- | ---------- |
| 1. | 「Secret Sensation」       |      |            |
| 2. | 「Crazy Tampern」          |      |            |
| 3. | 「unravel」                |      |            |
| 4. | 「Fantastic Magic」        |      |            |
| 5. | 「like there is tomorrow」 |      |            |

## 演奏
- TK
  - Vocal
  - Guitar (#1-8.10)
  - Piano (#1.8.10)
- 山口寛雄：Bass (#1.2.4.5)
- BOBO：Drums (#1-8.10)
- 河野圭
  - Piano (#9)
  - Strings Arrangement (#1.9)
- 佐藤帆乃佳ストリングス：Strings (#1.9)
- 平井真美子：Piano (#2.3.5.7)
- 雨宮麻未子：Violin (#2.5)
- TOKIE：Bass (#3.8)
- 村中俊之：Cello (#3)
- Marie：Piano (#4)
- 須原杏：Violin (#4)
- 日向秀和 (ストレイテナー、Nothing's Carved In Stone)：Bass (#6.7.9)
- Ayasa：Violin (#6)

## TK from 凛として時雨 Tour 2016 “Signal to Noise”
本アルバムを携えて、新潟県の新潟LOTS公演を皮切りに2016年11月3日から27日にかけて開催された全国ツアー。